# عقوبة انتهاك حرمة رمضان حسب الدول
عقوبة انتهاك حرمة شهر رمضان تختلف حسب نوع الانتهاك وحسب البلد. شهر رمضان من أشهر العبادات في الإسلام حيث يمثل الصوم فيه الركيزة الرابعة بعد الشهادتين والصلاة والزكاة وقبل الحج.
من الانتهاكات الواردة هي مجاهرة بعض المنسوبين للمسلمين بالإفطار خلال النهار حينما يمسك الآخرون عنه. ولذلك وضعت عقوبات لزجرهم عن ذلك منها ماهي دينية ومنها القانونية. تنص قوانين بعض البلدان المسلمة بمعاقبة المجاهرة بالإفطار في رمضان، تختلف العقوبة من بلد لأخر من غرامة مالية إلى مدة محدودة من السجن أو تنفيذ خدمات مدنية.

## السعودية
دعت وزارة الداخلية غير المسلمين إلى التقيد بمظاهر الصيام وعدم المجاهرة بالأكل والشرب في نهار رمضان 
أصدرت وزارة الداخلية السعودية بيان حول عقوبة انتهاك حرمة رمضان وهي السجن والجلد عقوبة المجاهرة بالإفطار في رمضان في السعودية.

## الأردن
نصت المادة 274 من قانون العقوبات الأردني رقم 16 لعام 1960 : «من ينقض الصيام في رمضان علنا ً يعاقب بالحبس حتى شهر واحد أو بالغرامة حتى خمسة عشر دينارا».

## الكويت
وفقا للقانون رقم 44 لسنة 1968 فإن المجاهرة بالإفطار أو اجبار أو التحريض أو المساعدة على تلك المجاهرة في مكان عام تعتبر جريمة يعاقب عليها القانون بغرامة لا تتجاوز مائة دينار وبالحبس مدة لا تتجاوز شهرا، مع جواز إضافة عقوبة غلق المحل الذي يستخدم لهذا الغرض مدة لا تتجاوز الشهرين  سنة 2006

## الإمارات العربية المتحدة
في الإمارات العربية المتحدة، كل من يأكل أو يشرب أو يدخن في الطريق العام أو المؤسسات العامة يعتبر مخالف للقانون ويخضع لعقوبة تصل إلى قضاء 240 ساعة في الخدمة المدنية وفقا لقانون جديد.

## الصومال
حين سيطر اتحاد المحاكم الإسلامية على عاصمة البلاد اتخذ إجراءات لمعاقبة المخالفين.

## العراق
أعلن مدير شرطة أربيل، في رمضان 2009 عدد من الإجراءات التي من شأنها منع الإفطار العلني في نهار رمضان وحظر تداول الخمور في حدود محافظة اربيل، ووضع شروط على المطاعم والمقاهي منها وضع غطاء أبيض يخفي الاطعمة عن الطريق. ويشمل الحظر المؤسسات الحكومية أيضا. وعقوبة المخالف الحبس لمدة خمسة أيام.

## إندونيسيا
هناك مقاطعات تمنع الإفطار في رمضان. ويتم معاقبة المفطر بالجلد في مقاطعة آتشيه.

## فلسطين
أعلنت الشرطة الفلسطينية قبل بداية رمضان 2009 بانها ستلاحق المجاهرين بالإفطار والقبض عليهم وذلك استنادا إلى المادة (274) من قانون العقوبات رقم (16) لسنة (1960).[بحاجة لمصدر]

## هوامش ومراجع
1. ↑  "عام / وزارة الداخلية تدعو المقيمين من غير المسلمين بالمملكة إلى عدم المجاهرة بالأكل في نهار رمضان". 2012. مؤرشف من الأصل في 2023-05-05.
2. ↑  السجن والجلد عقوبة المجاهرة بالإفطار في رمضان بالسعودية قناة العربية , نشر في9 يوليو 2013 ودخل في 27 مايو 2017. نسخة محفوظة 06 يونيو 2017 على موقع واي باك مشين.
3. ↑  تحذير في الكويت من المجاهرة بالإفطار في رمضان نسخة محفوظة 26 أبريل 2020 على موقع واي باك مشين.
4. ↑  New penalty for minor offences in UAE | GulfNews.com نسخة محفوظة 17 أغسطس 2014 على موقع واي باك مشين.
5. ↑  المجاهرون بالفطر.. "شواذ" رمضان! نسخة محفوظة 22 نوفمبر 2008 على موقع واي باك مشين.
6. ↑  جريدة المدى نسخة محفوظة 3 يناير 2020 على موقع واي باك مشين.
7. ↑  "إندونيسيا.. الجلد للمفطرين بإقليم آتشيه". مصراوي.كوم. مؤرشف من الأصل في 2022-03-28. اطلع عليه بتاريخ 2022-03-28.